# کاواگوئه شیگه‌یوری
کاواگوئه شیگه‌یوری (به ژاپنی: 河越 重頼 かわごえ しげより)، تولد نامشخص - مرگ ۵ دسامبر ۱۱۸۴- سامورایی  در اواخر دوره هی‌آن بود. شوهر دومین دختر هیکی نو آما به نام کاواگوئه نو آما (ندیمهٔ میناموتو نو یوری‌ایه) بود.